# Campionatul de Fotbal al României 1919/1920
Osmý ročník Campionatul de Fotbal al României (Rumunského fotbalového mistrovství) se konal od 5. října do prosince 1919. Oficiální název zněl Cupa Harwester 1919-1920.  
Turnaje se zúčastnili jen čtyři kluby v jedné skupině. Titul získal poprvé ve své klubové historii AS Venus Bukurešť.